# Paracyprideis pseudopunctillata
Paracyprideis pseudopunctillata is een mosselkreeftjessoort uit de familie van de Cytherideidae. De wetenschappelijke naam van de soort is voor het eerst geldig gepubliceerd in 1963 door Swain.